# Medaglie d'oro al valor civile (Carabinieri)
Le medaglie d'oro al valor civile sono delle onorificenze previste per gli appartenenti all'Arma dei Carabinieri.

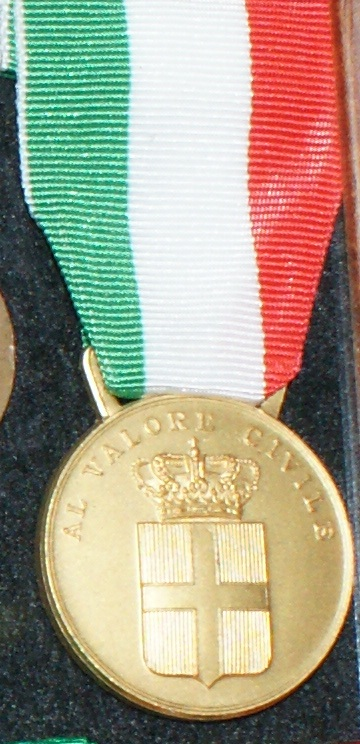
Medaglia d'oro al valor civile del Regno d'Italia

## Descrizione
La medaglia d'oro al valor civile (M.O.V.C.) è stata istituita da Vittorio Emanuele II, con regio decreto n. 1168 del 30 aprile 1851. La concessione di questa ricompensa è oggi regolata dalla legge 2 gennaio 1958 n. 13 e successive modifiche. Fino all'anno 2016, i decorati di medaglia d'oro al valor civile sono stati complessivamente 906.
L'Arma dei Carabinieri ha un forte radicamento e un'efficace azione nella società. Da questo elenco si ricava anche una storia della efficace presenza dell'Arma accanto ai cittadini.
Si ricordano qui eroici salvataggi, compiuti dai carabinieri durante tragici eventi, come il terremoto di Casamicciola del 1883, il terremoto del Molise del 2002 e l'alluvione di Sarno e Quindici del 1998. Ma anche soccorsi a migranti che stanno annegando, interventi contro rapine a mano armata, contro il traffico di stupefacenti, contro la mafia. Molti carabinieri sono morti in agguati, cinque furono uccisi dalla banda della Uno bianca, carabinieri furono uccisi durante il sequestro di Aldo Moro.

### Al valor civile
- Mario Adorati (Castelpiano (Ancona), 5 ottobre 1926 - Bellaria-Igea Marina, 1996) Interviene contro due ladri che fuggono su un'autovettura e fa perdere al guidatore il controllo del veicolo che si ferma. Arresta uno dei due delinquenti e con questo consente la cattura del complice e di un altro ricercato. (Bellaria-Igea Marina (Forlì), 17 luglio 1976)
- Pietro Alesi (Montelibretti (Roma), 6 febbraio 1962) Interviene presso un'abitazione, dove un giovane in preda a crisi nervosa ha esploso colpi d'arma da fuoco contro passanti e militari dell'Arma. Presta soccorso a un carabiniere ferito e egli stesso è ferito gravemente. (Montefiascone (VT), 27 agosto 2002)
- Antonello Angeli (Roma, 4 aprile 1970) Durante l'alluvione del Sarno e di Quindici del 1998 salva tre donne anziane dalle macerie.
- Domenico Angiulli (Gioia del Colle, 11 marzo 1969) Libero dal servizio, affronta tre malviventi che, all'interno di un supermercato, stanno consumando una rapina.
- Salvatore Davide Arena (Catania, 30 gennaio 1977) Affronta, con i carabinieri Giuseppe Caroppa e Raffaele Martucci, due camorristi che poco prima hanno ucciso un pregiudicato appartenente alla camorra.
- Gianmarco Ariano (Salerno, 21 ottobre 1970) All’inseguimento di tre rapinatori di una banca, raggiunge uno dei malfattori e viene ferito da un colpo di pistola.

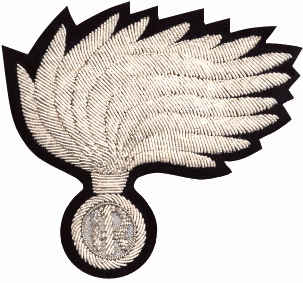
Fiamma argentata brigadieri (ruolo sovrintendenti) Carabinieri

- Giuseppe Artina (Ghisalba (Bergamo), 1 giugno 1836) A Casamicciola, scampato al terremoto, nella notte dal 28 al 29 luglio 1883 e nei successivi giorni, estrae gran numero di persone dalle rovine.
- Gian Paolo Capuano (Bologna, 6 agosto 2018) In occasione dell'incendio di un'autocisterna, prestava soccorso a passanti e residenti, nonostante le gravi ustioni riportate.
- Gianluca Carlomagno (Chiaromonte, 17 ottobre 1981) Nel 2019, nel corso di un intervento, a causa dell'improvviso cedimento della struttura, precipitava al suolo da un'altezza di circa quattro metri, riportando gravi lesioni.
- Giuseppe Caroppa (Taranto, 3 aprile 1979) Affronta, con i carabinieri Raffaele Martucci e Salvatore Davide Arena, due camorristi che poco prima hanno ucciso un pregiudicato appartenente alla camorra.
- Enrico Carpentieri (Brindisi, 24 giugno 1961) Al tempo dell'alluvione di Sarno, insieme a Vincenzo Comitini, Stefano Stefanelli e a Nunzio Coppola, salva due donne intrappolate nel fango.
- Angelo Cattaneo (Codogno, 19 marzo 1965) Con altri carabinieri fronteggia due malviventi che rapinano un'agenzia di credito (Cilavegna (PV), 2 aprile 1999).
- Giuseppe Ciminelli (Chiaromomte (Potenza), 13 dicembre 1959) Con Rocco Iannelli e altri carabinieri ingaggia un conflitto a fuoco con un gruppo di malviventi, sorpresi a rapinare un furgone portavalori, costringendoli alla fuga. (Milano, 14 maggio 1999)
- Matteo Colapietra (San Severo, 11 novembre 1970) Con Antonio Marciello, Michele Di Lella, Giuseppe Nardelli, Carmelo Rossetti e Domenico Di Carlo, al tempo del terremoto del Molise del 2002 salva due bambini dalle macerie di una scuola.
- Vincenzo Comitini (Nocera Inferiore, 8 aprile 1964) Al tempo dell'alluvione di Sarno e Quindici, insieme a Stefano Stefanelli, Nunzio Coppola e a Enrico Carpentieri, salva due donne intrappolate nel fango.
- Salvatore Conzeddu (Nuoro, 27 maggio 1863 - ...) Tenta di estrarre, a quattro riprese, da un pozzo d'acqua termo-minerale, due dei suoi colleghi, morti per essersi arrischiati ad estrarre un uomo. (Alì, (Messina)
- Nunzio Coppola (Volla, 14 marzo 1973) Al tempo dell'alluvione di Sarno e Quindici, insieme a Stefano Stefanelli, Vincenzo Comitini e a Enrico Carpentieri salva due donne intrappolate nel fango.
- Cesare Coralli (Casteggio (Pavia), 15 gennaio 1843 - ...) Si slancia fra le macerie di una polveriera, per soccorrere le persone lì sepolte e penetra in un magazzino di polveri, per impedire altre esplosioni. (Pontremoli (Massa Carrara), 21 giugno 1884)
- Giovanni Corasaniti (Catanzaro, 12 aprile 1968) Con Antonio Francesco Paolo Giliberto, ferma due malviventi sorpresi a rapinare un esercizio commerciale (Messina, 30 gennaio 1999).
- Martino Decorato (Canosa di Puglia, 17 dicembre 1981) Libero da servizio, affronta quattro malviventi che tentano di rapinare due passanti.
- Onofrio Di Bella (Palermo, 30 novembre 1975) Libero da servizio, affronta quattro malviventi che tentano di rapinare una gioielleria.
- Domenico Di Carlo (Germania, 12 febbraio 1971) Con Antonio Marciello, Michele Di Lella, Giuseppe Nardelli, Carmelo Rossetti e Matteo Colapietra, al tempo del terremoto del Molise del 2002, salva due bambini dalle macerie di una scuola.
- Vincenzo Carlo Di Gennaro
- Michele Di Lella (Apricena, 9 luglio 1966) Con Antonio Marciello, e Matteo Colapietra, Giuseppe Nardelli, Carmelo Rossetti e Domenico Di Carlo, al tempo del terremoto del Molise del 2002, salva due bambini dalle macerie di una scuola.
- Giovanni Dimitri (Manduria, 14 giugno 1963) Si butta nel mare agitato e salva due persone che stanno annegando (Cupra Marittima e Marina di Massignano (AP), 29 giugno 2002).
- Enrico Dolci (Todi, 6 ottobre 1952) Con Giuseppe Portolesi insegue due malviventi armati in fuga a bordo di un’auto rubata.
- Pietro Dosio (Cassina dei Passerini (frazione di Terranova dei Passerini, ora Lodi), 27 giugno 1833 - ...) A Bivona (Agrigento), il 24 giugno 1863, estingue un incendio.
- Raffaele Ferraro (Napoli, 21 luglio 1966) Disarma e arresta un rapinatore armato, che tiene ostaggi dentro una banca.
- Umberto Ferraro (Locri, 11 dicembre 1973) Durante l'alluvione di Sarno e Quindici salva una donna anziana e altre persone da una casa pericolante e invasa dal fango.
- Carmelo Floriddia (Ispica, 9 luglio 1972) Si tuffa in mare per salvare venti migranti caduti in acqua da un barcone.
- Matteo Fornari (Montichiari, 27 maggio 1973) Insieme a due altri carabinieri, salva due donne intrappolate in un'abitazione invasa dal fango.

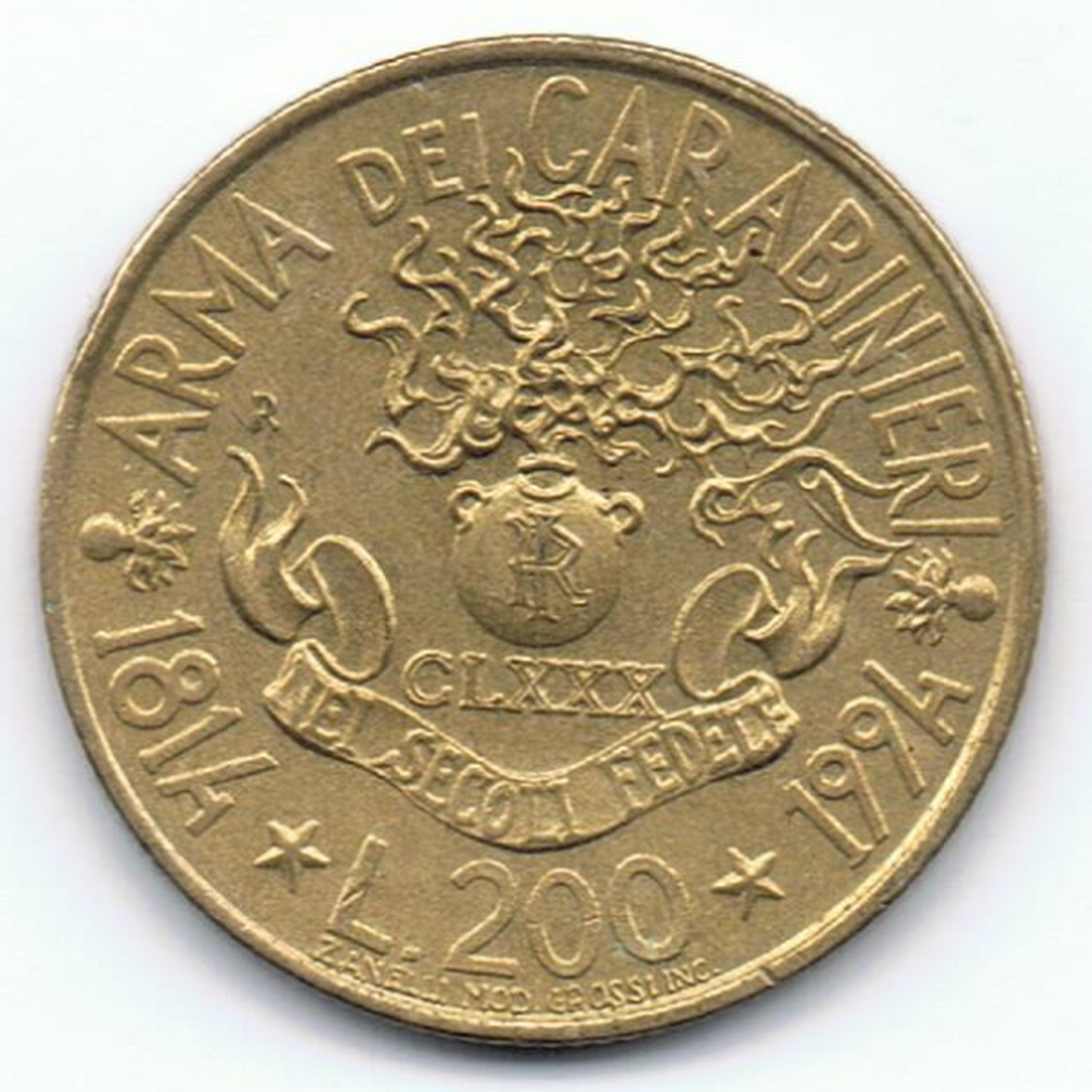
200 Lire Italiane - Centenario Arma dei Carabinieri

- Pierpaolo Frau (Cagliari, 29 maggio 1970) Ingaggia un conflitto a fuoco con malviventi che stanno rapinando un furgone portavalori, costringendoli alla fuga.

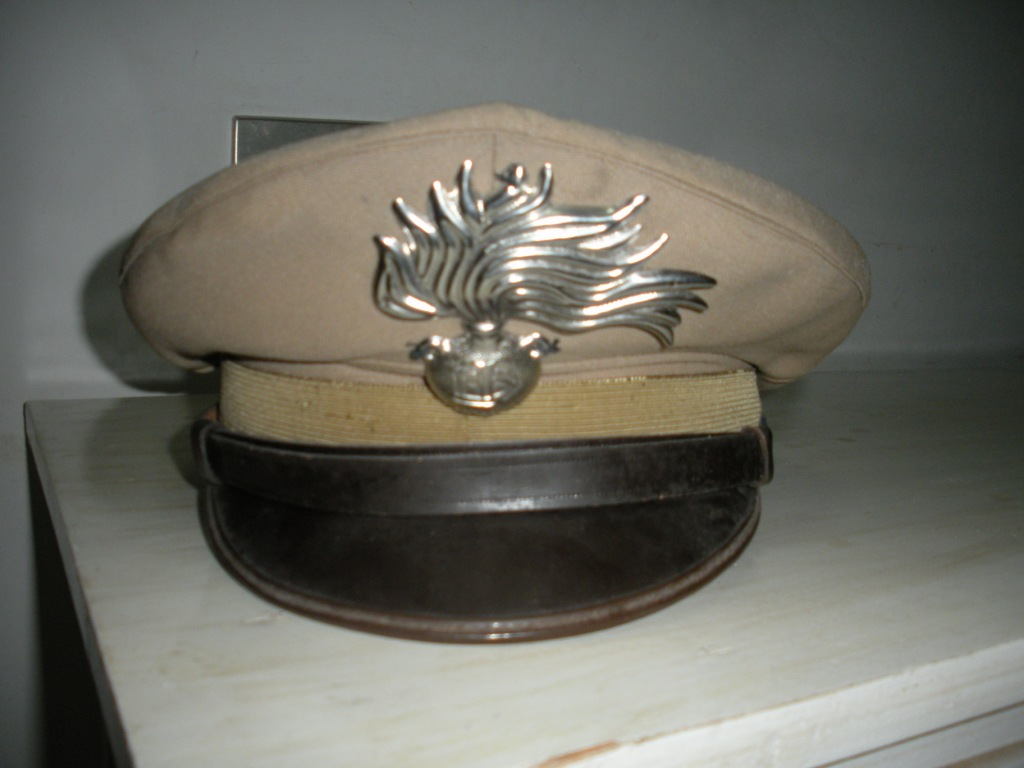
Berretto carabinieri

- Sergio Gallo (Mondragone, 13 agosto 1964) Interviene nel corso di una rapina a una banca.
- Gianfranco Garia (Giba, 10 dicembre 1963) Libero dal servizio, a seguito di incidente stradale, entra in un'autovettura in fiamme riuscendo ad estrarre una persona ancora in vita, poco prima che il mezzo esploda.
- Andrea Ghiazza (Alessandria, 9 ottobre 2016) Libero dal servizio, non esitava a intervenire in soccorso di una donna che minacciava di lanciarsi dal parapetto di un ponte.
- Giuseppe Giangrande (Monreale, 18 settembre 1963) Il giorno del giuramento del Governo Letta è colpito gravemente, mentre è di servizio all'angolo di Palazzo Chigi, mentre è ferito agli arti inferiori Francesco Negri. Dopo lungo ricovero è sottoposto a fisioterapia e, assistito dalla figlia, può tornare a casa.
- Antonio Francesco Paolo Gilberto (Enna, 5 luglio 1963) Con Giovanni Corasaniti, arresta due malviventi sorpresi a rapinare un esercizio commerciale (Messina, 30 gennaio 1999).
- Luigi Iacovelli (Campobasso, 14 luglio 1968) Al tempo del terremoto del Molise del 2002, con Ernesto Martino salva due insegnanti dalle macerie di una scuola.
- Rocco Iannelli (Torino, 25 agosto 1967) Con Giuseppe Ciminelli e altri carabinieri ingaggia un conflitto a fuoco con un gruppo di malviventi, sorpresi a rapinare un furgone portavalori, costringendoli alla fuga. (Milano, 14 maggio 1999)
- Giuseppe Iannucci (Cagliari, 20 luglio 1963) Con un altro carabiniere, ferma due malviventi sorpresi a rapinare un esercizio commerciale.
- Giovanni Lai (Illorai, 13 giugno 1945) Tenta di trascinare in luogo isolato una borsa contenente un ordigno esplosivo, depositata in piazzale Arnaldo da Brescia, per limitare le conseguenze dell'esplosione. Investito dalla deflagrazione, che ferisce numerose persone e uccide una donna, nonostante le gravissime mutilazioni riportate, invita i soccorritori ad occuparsi delle altre vittime. (Brescia, 16 dicembre 1976)
- Francesco La Rosa (Termini Imerese, 1º aprile 1962) Insegue un pregiudicato nei pressi di un istituto di credito.
- Giovanni L'Altrelli (San Severo (FG), 30 luglio 1975) Libero dal servizio, interviene in soccorso degli occupanti di un’autovettura, precipitata nel mare in burrasca. Porta a riva un bambino di due anni e poi salva anche la madre e un'altra donna. (Rodi Garganico (FG), 3 gennaio 2007)
- Sebastiano Ledda (Monti, 1º agosto 1925) In un ufficio postale, libero dal servizio e in abiti civili, affronta un rapinatore armato di fucile.
- Roberto Lorini (... ) In un'agenzia delle entrate, arresta un uomo che tiene sotto la minaccia delle armi cinque dipendenti.
- Mariano Machì (Palermo, 20 agosto 1963) Affronta due malviventi in flagrante rapina a mano armata a un'agenzia di credito.
- Nicola Maggio (Canosa di Puglia, 27 settembre 1976) Affronta, con altri tre carabinieri, due camorristi che poco prima hanno ucciso un pregiudicato appartenente alla camorra.
- Amedeo Mandara (Calvi Risorta, 31 dicembre 1964) Con altri carabinieri, insegue e blocca due giovani, sorpresi a bordo di un ciclomotore rubato.
- Luigi Mangano (Messina, 18 dicembre 1967) Con altri carabinieri, ingaggia un conflitto a fuoco con un gruppo di malviventi, sorpresi a rapinare un furgone portavalori.
- Antonio Marciello (Rionero in Vulture, 10 marzo 1969) Con Matteo Colapietra, Michele Di Lella e Domenico Di Carlo, al tempo del terremoto del Molise del 2002, salva due bambini dalle macerie di una scuola.
- Domenico Marino (14 ottobre 1977) Durante un servizio di controllo, con un altro carabiniere, ferma quattro ragazzi a bordo di un'autovettura. Aggredito con un palo in legno, reagisce ma è costretto a soccombere, gravemente ferito al capo e al volto. (Manciano (GR), 25 aprile 2011)
- Ernesto Martino (Melfi, 24 agosto 1964) Al tempo del terremoto del Molise del 2002, con Luigi Iacovelli salva due insegnanti dalle macerie di una scuola.
- Raffaele Martucci (Napoli, 6 maggio 1969) Affronta, con i carabinieri Salvatore Davide Arena e Giuseppe Caroppa, due camorristi che poco prima hanno ucciso un pregiudicato appartenente alla camorra.
- Alessandro Micalizzi (Messina, 7 luglio 1984) Salva un bambino che in una stazione metropolitana è caduto accidentalmente sui binari.
- Fulvio Milia (Trieste, 12 luglio 1963) Si infiltra in un'organizzazione criminale sudamericana, dedita al traffico internazionale di stupefacenti, consentendo l'arresto di 19 persone e il sequestro di 1045 chili di cocaina.
- Gaetano Monda (Brusciano (Napoli), 13 novembre 1870  - ...) Mentre la popolazione fugge sotto la pioggia di lapilli, trae in salvo parecchie persone, sepolte dalle macerie di case crollate, e conduce in luogo sicuro i detenuti rinchiusi nel carcere, che stava per crollare. (Ottaviano (Napoli), 8 aprile 1906)
- Giuseppe Nardelli (Serracapriola, 17 luglio 1965) Con Antonio Marciello, Michele Di Lella, Matteo Colapietra, Carmelo Rossetti e Domenico Di Carlo, al tempo del terremoto del Molise del 2002, salva due bambini dalle macerie di una scuola.

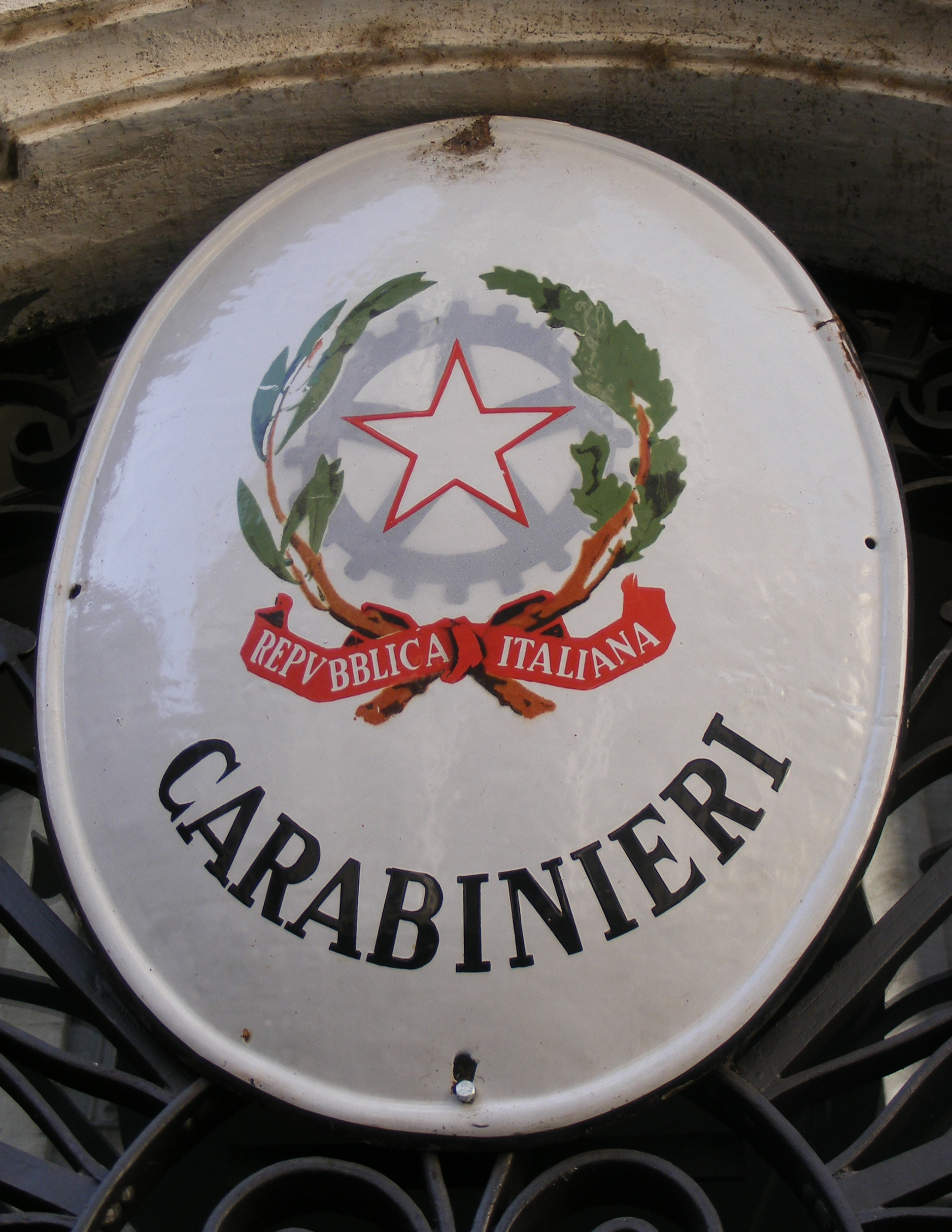
Carabinieri, insegna

- Francesco Negri (Castellammare di Stabia, 7 dicembre 1983) Il giorno del giuramento del Governo Letta è colpito gravemente, mentre è di servizio davanti a Palazzo Chigi, mentre è ferito gravemente Giuseppe Giangrande.
- Mario Nocera (Termoli, 8 settembre 1969) Al tempo del terremoto del Molise del 2002 salva una donna.
- Elio Norino (Mercato S. Severino (Salerno) Interviene sulla scena di un grave incidente stradale, nonostante il pericolo di esplosione di un'autocisterna coinvolta, soccorrendo ed allontanando i superstiti. Investito e gravemente ustionato all'effettivo verificarsi dell'esplosione, continua l'opera di soccorso, consentendo alla sua assistenza solo dopo la messa in sicurezza dell'area (Borgo Panigale (BO), 7 agosto 2018).
- Francesco Pavanello (Este, 27 luglio 1970) Libero dal servizio e disarmato affronta un rapinatore in un ristorante.
- Roberto Periccioli (Sovicille, 18 gennaio 1968) Insegue un'autovettura con tre persone sospette che, armi in pugno, non hanno ottemperato al segnale di alt.
- Giuseppe Perino (... – ...) Il 16 agosto 1899 in Massarosa (Lucca) salva un uomo caduto in un pozzo.
- Massimo Piras (Bologna, 6 agosto 2018) In occasione dell'incendio di un'autocisterna, prestava soccorso a passanti e residenti, nonostante le gravi ustioni riportate.
- Paolo Pisano (Ilbono, 4 agosto 1963) Insieme ad altri carabinieri, fronteggia due malviventi che hanno rapinato un'agenzia di credito e tentano di guadagnare la fuga, armi in pugno, facendosi scudo di un impiegato.
- Giuseppe Portolesi (Novara, 29 settembre 1977) Con Enrico Dolci insegue due malviventi armati che fuggono a bordo di un’auto rubata.
- Angelo Rosa Uliana (... - ...) Si slancia dal treno che procede a grande velocità, per raccogliere una bambina caduta dallo sportello di un altro scompartimento e la consegna alla madre. (Montelupo e Signa (Firenze), 6 luglio 1881)
- Carmelo Rossetti (Fragagnano, 16 luglio 1974) Con Antonio Marciello, Michele Di Lella, Matteo Colapietra, Giuseppe Nardelli e Domenico Di Carlo, al tempo del terremoto del Molise del 2002, salva due bambini dalle macerie di una scuola.
- Simone Santoiemma (Bari, 26 febbraio 1962) Libero dal servizio, affronta tre malviventi sorpresi a rapinare una banca.
- Stefano Sindona (San Filippo del Mela, 20 giugno 1961) Investito della violenta deflagrazione di un ordigno esplosivo, occultato in un plico recapitato al reparto.
- Gennaro Soricelli (San Nazzaro (Benevento), 30 giugno 1931 - Napoli, 19 luglio 1998) Tenta di catturare uno squilibrato, armato di fucile. Raggiunto da colpi d'arma da fuoco, riporta gravissime lesioni agli occhi che lo rendono cieco (Roccadevandro (Caserta), 15 agosto 1966).
- Stefano Stefanelli (Vaste, 24 agosto 1974) Al tempo dell'alluvione di Sarno e di Quindici, insieme a Vincenzo Comitini, Enrico Carpentieri e a Nunzio Coppola, salva due donne intrappolate nel fango.
- Antonio Tolentino (Santa Maria Capua Vetere, 13 giugno 1978) In seguito all'Alluvione di Sarno e Quindici, insieme ad altri carabinieri, trae in salvo un'anziana donna, rimasta intrappolata con altre persone nella propria abitazione.
- Santo Torrisi (Acireale, 5 giugno 1964) In seguito al terremoto di San Giuliano di Puglia, con altri carabinieri, dalle macerie di una scuola trae in salvo due insegnanti.
- Mario Trotta (Esperia (Frosinone), 22 dicembre 1947) Si infiltra in un'organizzazione criminale, dedita al traffico di stupefacenti, e ottiene la completa disarticolazione del gruppo delinquenziale, con l'arresto di 27 malviventi e il sequestro di oltre 120 Kg. di cocaina. (Territorio laziale, aprile 1993-novembre 1994)
- Mario Vietri (Montoro Inferiore (Avellino), 29 gennaio 1962) Dopo una frana che ha investito un centro abitato, insieme ad altri carabinieri soccorre tre anziane donne - una delle quali inferma - rimaste intrappolate in un'abitazione invasa dal fango (Quindici (AV), 5 maggio 1998).

### Al valor civile alla memoria
- Andrea Angelucci (Foligno, 11 giugno 1974 – Volperino, 1 ottobre 2009) Durante un'azione, per rintracciare un uomo responsabile di aver investito altri militari, lo individua, tenta di fermarlo ma viene travolto dall'auto.
- Giuseppe Artina (Ghisalba, 1º giugno 1836 – Cosenza, 12 luglio 1893) Nella notte fra 28 al 29 luglio 1883 estrae un gran numero di persone dalle rovine prodotte dal terremoto di Casamicciola e poi muore.
- Maurizio Baldassarri (Ponzano di Fermo (Ascoli Piceno), 5 novembre 1955 - Tolentino (Macerata), 20 dicembre 1997) Per un grave incidente, di notte, sul raccordo autostradale, valuta la scarsa visibilità e il fondo stradale bagnato per la pioggia e, per segnalare il sinistro, è travolto e ucciso da un veicolo sopraggiunto a forte velocità.
- Salvatore Bartolotta (Castrofilippo (Agrigento), 3 marzo 1935 - Palermo, 29 luglio 1983) Preposto al servizio di tutela, sotto l'abitazione palermitana del giudice istruttore Rocco Chinnici - tenacemente impegnato nella lotta alla criminalità organizzata - è ucciso in un agguato, insieme a Mario Trapassi.
- Emanuele Basile (Taranto, 2 luglio 1949 - Monreale (Palermo), 4 maggio 1980) Impegnato in difficili indagini - in ambiente caratterizzato da mafia e da omertà - che portano alla individuazione e all'arresto di aderenti a organizzazioni mafiose, operanti anche a livello internazionale, viene ucciso a colpi di arma da fuoco, in un agguato.
- Vittorio Battaglini (Casola in Lunigiana, 17 giugno 1935 – Genova, 21 novembre 1979) Conduttore di autoradio, operante a Genova, dove la criminalità eversiva ha assunto caratteri di particolare violenza, è aggredito e trucidato, insieme a Mario Tosa, dai terroristi. L'attentato è rivendicato dalle "Brigate Rosse" - colonna genovese Francesco Berardi.
- Giovanni Bellissima (Mirabella Imbaccari (CT), 18 ottobre 1955 - San Gregorio di Catania (CT), 10 novembre 1979) Capo scorta di traduzione a un detenuto, in ambiente caratterizzato da delinquenza organizzata, è ucciso in un'azione di fuoco, vittima della guerra di mafia. Muore con lui Salvatore Bologna.
- Salvatore Bologna (Palazzolo Acreide, 13 aprile 1938 – San Gregorio di Catania, 10 novembre 1979) Di scorta per la traduzione di un detenuto, muore in uno scontro con malviventi, vittima di una guerra di mafia. Muore con lui Giovanni Bellissima.
- Giuseppe Bommarito (Balestrate (Palermo), 14 luglio 1944 - Palermo, 13 giugno 1983) In servizio in zona ad alto indice di criminalità organizzata, svolge opera di contrasto alle organizzazioni mafiose. Ucciso in un agguato, insieme ai colleghi Mario d'Aleo e Pietro Morici.

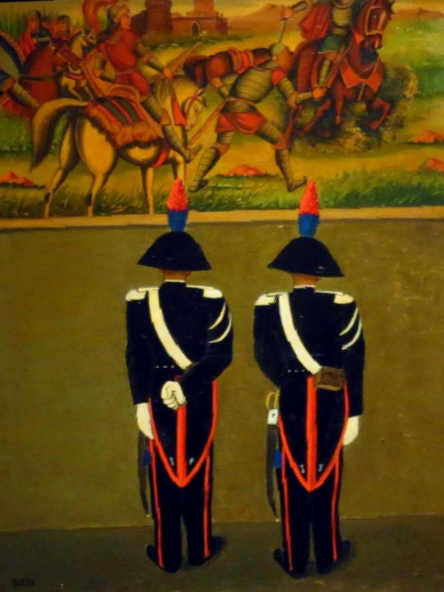
Pippo Rizzo, Carabinieri

- Guerrino Botte (Ormea (Cuneo), 5 settembre 1942 - Merano (Bolzano), 1 marzo 1996) Nelle indagini tese all'identificazione dell'autore di omicidi, si reca presso un casolare ed è ferito mortalmente da un colpo d'arma da fuoco.
- Nicola Campanile (Pavullo nel Frignano (Modena), 21 marzo 1966 - Siena, 1 giugno 1990) Mentre si apprestava, con un altro carabiniere, all'identificazione del conducente di un motociclo, è colpito a morte.
- Nicolò Cannella (Casteltermini, 3 ottobre 1947 – Gibellina, 25 gennaio 1968) Dopo aver soccorso terremotati, muore tra le rovine di Gibellina (Trapani).
- Antonino Casu (Mores, 11 luglio 1930 – Genova, 25 gennaio 1980) Autista di automezzi, in forza a un reparto impegnato nella lotta contro la criminalità eversiva, durante un'aggressione muore per colpi di arma da fuoco, esplosi da terroristi delle Brigate Rosse - colonna Francesco Berardi. Con lui muore Emanuele Tuttobene.
- Gerardo Catena (Roma, 27 febbraio 1967 – Lago di Massaciuccoli, 4 settembre 1991) Caduto in mare per il capovolgimento di un natante, raggiunge la riva ma torna indietro, per soccorrere un ufficiale che sta annegando e viene travolto dalle onde.
- Mario Cerciello Rega (Somma Vesuviana, 13 luglio 1984 – Roma, 26 luglio 2019) In servizio interveniva su chiamata per furto; individuati i presunti colpevoli ne scaturiva una colluttazione nella quale venne accoltellato a morte.
- Giuseppe Chiariello (Sicignano degli Alburni, 19 marzo 1924 – Affi, 23 aprile 1970) In servizio di vigilanza a un'installazione militare, in zona isolata, muore nel tentativo di domare un incendio sviluppatosi nelle adiacenze.
- Franco Corradi (San Vincenzo Valle Roveto (L'Aquila), Abruzzi, 4 marzo 1943 - Fumane (Verona), 25 luglio 1970) Durante la cattura di uno squilibrato armato, abbandona un provvisorio riparo, per accorrere in soccorso di un carabiniere ferito. Muore per un colpo d'arma da fuoco.
- Gian Pietro Cossu (Bosa, 25 ottobre 1965 – Bogogno, 27 giugno 2005) Accorre in una casa dove un uomo, colto da raptus, ha ucciso a colpi d’arma da fuoco un perito giudiziario e sparato contro passanti e contro militari dell'Arma. Muore per le ferite.
- Germano Craighero (Ligosullo, 31 marzo 1961 – Piazzola sul Brenta, 21 dicembre 1991) In servizio di osservazione di una località sospetta, muore per colpi d'arma da fuoco.
- Mario D'Aleo (Roma, 16 febbraio 1954 - Palermo, 13 giugno 1983) Comandante di Compagnia Carabinieri, svolge tenacemente opera intesa a contrastare la sfida delle organizzazioni mafiose. Muore in un agguato, insieme ai colleghi Giuseppe Bommarito e Pietro Morici.
- Carlo Alberto dalla Chiesa (Saluzzo, 27 settembre 1920 – Palermo, 3 settembre 1982) Ho ricevuto anche la medaglia d'oro al valor militare alla memoria.
- Gioacchino D'Anna (Casoria (Napoli), 29 novembre 1936 - Angri (Salerno), 8 settembre 1975) Richiamato dalle grida provenienti da un appartamento, dove c'erano cinque banditi armati e mascherati, è affrontato da uno dei malviventi che egli riesce a disarmare. Ferito a morte da un altro rapinatore.
- Ciro De Vita (Napoli, 10 agosto 1959 - Lugugnano di Sona (VR), 30 aprile 2006) Nel corso di servizio perlustrativo notturno, mentre controlla un'auto, sopraggiunge un'altra vettura a forte velocità. Segnala la presenza di persone ferme sul ciglio della strada e si frappone tra l'auto in corsa e il conducente del mezzo sottoposto a controllo, venendo travolto e ucciso.
- Antioco Deiana (Ardauli, (Oristano), 15 marzo 1936 - Genova, 8 giugno 1976) In servizio di sicurezza a un magistrato, è trucidato da ignoti appartenenti a banda armata, con colpi d'arma da fuoco esplosi da distanza ravvicinata.
- Francesco Deias (m. San Sperate (CA), 23 maggio 2008) Su un'arteria stradale si ribalta un'autovettura. Mentre gli soccorre e salva la conducente, è travolto e ucciso da un'auto, condotta ad altissima velocità da un uomo sotto l'effetto di bevande alcooliche.
- Carmine Della Sala (Atripalda (Avellino), 8 maggio 1927 - Pontelagoscuro (Ferrara), 11 maggio 1973) In un Istituto di Credito, mentre è in corso una rapina, affronta i malviventi. Colpito a morte. Gli viene assegnata anche medaglia d'oro al valor militare alla memoria.
- Luigi Di Barca (Valguarnera Caropepe, 10 aprile 1957 – Palermo, 16 giugno 1982) In servizio di scorta, insieme a Silvano Franzolin e a Salvatore Raiti, è raggiunto da colpi d'arma da fuoco, sparati al fine di uccidere il detenuto tradotto (Strage della circonvallazione). Il mandante era Nitto Santapaola.
- Vincenzo Carlo di Gennaro (San Severo, 4 novembre 1972 – Cagnano Varano, 13 aprile 2019) In servizio di pattuglia fermava un soggetto pregiudicato il quale estraendo repentinamente una pistola esplodeva diversi colpi verso il Maresciallo Maggiore ferendolo mortalmente.
- Umberto Erriu (Oristano, 21 gennaio 1964 Oristano - Castel Maggiore (Bologna), 20 aprile 1988) Capo pattuglia, insieme al carabiniere Cataldo Stasi controlla gli occupanti un'autovettura in sosta, quando è coinvolto in un'azione di fuoco. Muore vittima della Banda della Uno bianca.
- Antonio Fazzini (Teramo, 17 gennaio 1926 - Mozzano (Ascoli Piceno), 24 aprile 1968) In servizio d'ordine e sicurezza in una centrale idroelettrica, si lancia in soccorso di un tecnico, vittima di un'improvvisa folgorazione, nel tentativo di strapparlo alla morte. Muore colpito dalla violentissima scarica.
- Michele Fiore (Bari, 5 ottobre 1959 - Caltanissetta, 4 febbraio 1991) In servizio di prevenzione, in una zona ad alto rischio di criminalità, è raggiunto da colpi d'arma da fuoco, esplosi da un pregiudicato, e muore per le ferite.
- Mario Forziero (Francolise, 19 gennaio 1960 – Siena, 1 giugno 1990) Mentre controlla un motociclista, cade durante un'azione di fuoco.
- Silvano Franzolin (Pettorazza, 3 aprile 1941 – Palermo, 16 giugno 1982) In servizio di scorta, insieme a Luigi Di Barca e a Salvatore Raiti, è raggiunto da colpi d'arma da fuoco, sparati al fine di uccidere il detenuto tradotto (Strage della Circonvallazione).
- Enrico Galvaligi (Solbiate Arno (Varese), 11 ottobre 1920 - Roma, 31 dicembre 1980) Addetto all'Ufficio di Coordinamento dei servizi di sicurezza degli Istituti di Prevenzione e Pena, nel corso di un'imboscata, tesa da un gruppo di terroristi, è ucciso con numerosi colpi d'arma.

Distintivo ROS

- Enrico Garau (Sassari, 10 settembre 1895 - Bitti (Nuoro), 10 luglio 1916) Durante un incendio, trae in salvo, insieme ai carabinieri Raffaele Giua e, tre donne e due bambini e poi muore tra le fiamme.
- Raffaele Giua (4 ottobre 1893 Luras (Sassari), 4 ottobre 1893 - Bitti (Nuoro), 10 luglio 1916) Durante un incendio, trae in salvo, insieme ai carabinieri Enrico Garau e, tre donne e due bambini e poi muore tra le fiamme.
- Giuliano Guazzelli (6 aprile 1934 Galligano (Lucca), 6 aprile 1934 - Agrigento, 4 aprile 1992) Impegnato in delicate attività investigative, in aree ad alta incidenza mafiosa, fornisce costanti e determinanti contributi alla lotta contro la criminalità organizzata, fino a sacrificare la vita, durante un agguato.
- Vito Ievolella (Benevento, 4 dicembre 1929 - Palermo, 10 settembre 1981) Si impegna in difficili indagini, in ambiente caratterizzato da tradizionale omertà, che portano all'arresto di numerosi aderenti ad organizzazioni mafiose. Muore durante un agguato.
- Oreste Leonardi (Torino, 10 giugno 1926 - Roma, 16 marzo 1978) In servizio di sicurezza ad Aldo Moro, si dedica alla missione con abnegazione. Durante l'aggressione di via Mario Fani, ad opera delle Brigate Rosse, è trucidato a colpi d'arma da fuoco, esplosi da distanza ravvicinata. Nella stessa strage muore anche Domenico Ricci.
- Giuseppe Liccardi (Troina (Enna), 18 novembre 1937 - Belpasso (Catania), 27 febbraio 1999) Sottufficiale in congedo, fronteggia due individui armati che hanno aggredito un uomo a scopo di rapina. Ferito mortalmente da colpi di arma da fuoco.
- Renato Lio (Rende (Cosenza), 27 ottobre 1956 - Soverato (Catanzaro), 20 agosto 1991) Capo equipaggio di una pattuglia del Nucleo Radiomobile, mentre si appresta, con un altro carabiniere, al controllo degli occupanti di una autovettura, è improvvisamente raggiunto da numerosi colpi d'arma da fuoco.
- Attilio Armando Lombardi (Lesina (Foggia), 8 novembre 1954 - Briosco (Milano), 14 novembre 1974)  In servizio di vigilanza presso un istituto bancario, affronta due rapinatori. Nella violenta colluttazione ne uccide uno e ne ferisce l'altro. Colpito a morte.[2] Gli viene assegnata anche la medaglia d'oro al valor militare alla memoria.
- Andrea Lombardini (Borghi (Forlì), 23 aprile 1940 - Argelato (Bologna), 5 dicembre 1974) Rinvenuto un veicolo, con a bordo attrezzi da scasso, cerca gli altri automezzi segnalati, ne identifica gli occupanti ma, per colpi d'arma da fuoco, cade al suolo mortalmente ferito. Fatti di Argelato, mandante Toni Negri.
- Antonino Marino (San Lorenzo (Reggio Calabria), 5 ottobre 1957 - Bovalino (Reggio Calabria), 9 settembre 1990) Comandante di stazione, si impegna in delicate attività investigative, in aree caratterizzate da alta incidenza del fenomeno mafioso. Muore in un agguato.
- Felice Maritano (Giaveno (Torino), 15 gennaio 1919 - Robbiano di Mediglia (Milano), 15 ottobre 1974) Impegnato in indagini, dirette ad assicurare alla giustizia i componenti di un nucleo di "Brigate Rosse" partecipa alla cattura di due terroristi. Intercettato un terzo brigatista, ne consente l'arresto. Muore durante lo scontro. Gli viene assegnata anche medaglia d'oro al valor militare alla memoria.
- Domenico Marrara (Reggio Calabria, 8 gennaio 1929 – San Gregorio di Catania, 10 novembre 1979) Durante la traduzione di un detenuto, muore colpito da malviventi, vittima di una guerra di mafia.
- Achille Mazza (San Calogero (Catanzaro), 3 gennaio 1940 - Amantea (Cosenza), 23 marzo 1992) Comandante di Stazione, apprende che un individuo ha esploso dalla propria abitazione colpi di fucile, contro un'autovettura in sosta, avviava una paziente opera di persuasione, ma rimane mortalmente ferito dall'azione di fuoco.
- Giangabriele Menichini (Chieti, 16 ottobre 1964 – Pescara, 3 marzo 2004) Contro il traffico di stupefacenti, insegue tre individui sospetti e a un passaggio oltrepassa di corsa i binari ed è travolto da un treno.
- Silvio Mirarchi (Catanzaro, 5 maggio 1963 – Palermo, 1 giugno 2016)) Nel corso di un servizio notturno presso alcune serre adibite a una coltivazione illecita di cannabis, viene colpito mortalmente da un colpo d'arma da fuoco da parte di un malvivente locale.
- Mauro Mitilini  Con Andrea Moneta e Otello Stefanini è ucciso dalla Banda della Uno bianca (Strage del Pilastro).
- Andrea Moneta  Con Mauro Mitilini e Otello Stefanini è ucciso dalla Banda della Uno bianca (Strage del Pilastro).
- Pietro Morici Muore in un agguato, insieme ai carabinieri Mario d'Aleo e Giuseppe Bommarito.
- Antonio Muolo (Monopoli (Bari), 8 febbraio 1950 - Fiumicino (Roma), 29 giugno 1971) Affronta più volte le acque del mare, riuscendo a trarre in salvo due bagnanti. Si accorge che un altro soccorritore è  in gravi difficoltà, si tuffa ancora e scompare fra i flutti.
- Giuseppe Nieddu (Alà dei Sardi  (SS), 24 gennaio 1952 - Olbia (SS), 8 dicembre 1991)  Con indagini in ambienti delinquenziali, acquisisce elementi a carico di un pericoloso criminale che, per assicurarsi l'impunità, non esita a colpirlo a morte.
- Giuseppe Palombo (Germania Occidentale, 28 novembre 1966 - Carmiano (LE), 1 luglio 2004) Addetto a una stazione distaccata, si reca in una casa, dove un anziano, armato di fucile e in preda a stato di agitazione, ha aggredito alcuni minori; lo affronta per disarmarlo, ma è raggiunto da un colpo, sparato contro di lui, da breve distanza.
- Mario Pierangeli (Tivoli (Roma), 27 gennaio 1957 - Montelibretti (RM), 6 gennaio 2000) Interviene di notte, per un incidente stradale; valuta la scarsa visibilità, soccorre il conducente dell'autovettura ma è travolto e ucciso da un veicolo.
- Salvatore Raiti (Siracusa, 6 agosto 1962 - Palermo, 16 giugno 1982) In servizio di scorta, insieme a Luigi Di Barca e a Silvano Franzolin, è raggiunto da colpi d'arma da fuoco, sparati al fine di uccidere il detenuto tradotto (Strage della Circonvallazione).

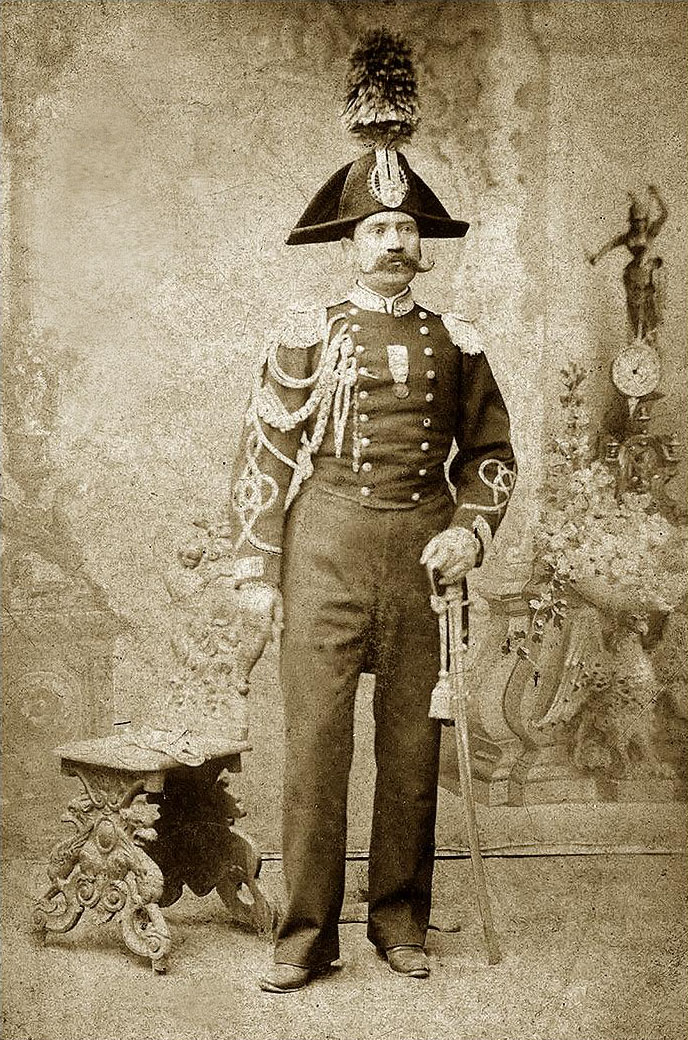
Carabiniere, 1875

- Domenico Ricci (Staffolo, Ancona, 18 settembre 1934 - Roma, 16 marzo 1978) In servizio di sicurezza ad Aldo Moro, si dedica alla missione con abnegazione. Durante l'aggressione di via Mario Fani, ad opera delle Brigate Rosse, è trucidato a colpi d'arma da fuoco, esplosi da distanza ravvicinata. Nella stessa strage muore Oreste Leonardi.
- Renzo Rosati (Assisi (Perugia), 6 aprile 1962 - 17 aprile 1988 Castelmadama (Roma), 17 aprile 1988) Nel corso di servizio, insieme a un altro carabiniere, insegue e blocca due giovani sorpresi a bordo di un ciclomotore rubato. Ferito mortalmente da un colpo di pistola
- Antonino Rubino (Marsala (Trapani), 17 luglio 1961 - Caloveto (Cosenza) 31 ottobre 1992) Affronta un folle armato di ascia, ingaggiando una violenta colluttazione. Colpito a morte.
- Giuseppe Russo (Cosenza, 26 aprile 1928 - Corleone (Palermo), 20 agosto 1977) Comandante di un Nucleo Investigativo, in un ambiente caratterizzato da tradizionale omertà, svolge difficili indagini, relative a episodi di criminalità mafiosa tra gli anni sessanta e settanta, nella Sicilia occidentale. Ucciso in un agguato, a colpi d'arma da fuoco. Aveva guidato le indagini iniziali sulla Strage di Alcamo Marina. Assassinato dalla mafia mentre si occupa della morte di Enrico Mattei.
- Giovanni Salvo (Montedoro, 19 luglio 1978 – Giugliano in Campania, 9 ottobre 2009) All'inseguimento di due sospetti rapinatori, in fuga su un'automobile, muore coinvolto in un incidente stradale.
- Antonio Santarelli (Notaresco, 1968-Chieti, 11 maggio 2012) Durante un servizio di controllo, col carabiniere Domenico Marino, ferma quattro ragazzi a bordo di autovettura. Aggredito con un palo in legno, reagisce ma è costretto a soccombere, gravemente ferito al capo e al volto. Da quel giorno rimane in coma, da cui non si risveglierà. (Manciano (GR), 25 aprile 2011).
- Giorgio Scifo (Modica (Ragusa), 26 maggio 1925 - Breganze (Vicenza), 19 settembre 1969) Comandante interinale di una stazione carabinieri, affronta da solo un giovane che si aggira, sparando, nella campagna circostante. Colpito a morte.
- Angelo Spagnulo (Grottaglie (TA), 12 settembre 1980 - Monteiasi (TA), 4 settembre 2005) ,Libero dal servizio e disarmato, affronta un rapinatore che, in un locale pubblico insieme a due complici, intimidisce una giovane donna. Benché parzialmente inabile, per una frattura alla gamba, affronta il rapinatore che lo ferisce mortalmente.
- Cataldo Stasi (Ruvo di Puglia (Bari), 15 aprile 1966 - Castel Maggiore (Bologna), 20 aprile 1988) Insieme a Umberto Erriu, mentre controlla gli occupanti un'autovettura in sosta, è coinvolto in un'azione di fuoco. Muore vittima della Banda della Uno bianca.
- Otello Stefanini Con Mauro Mitilini e Andrea Moneta viene ucciso dalla Banda della Uno bianca (Strage del Pilastro).
- Mario Tosa (Genova, 26 luglio 1953 - Genova-Sampierdarena, 21 novembre 1979) Conduce una autoradio e opera a Genova, dove la criminalità eversiva ha assunto caratteri di particolare violenza. Aggredito e trucidato, insieme a Vittorio Battaglini, da terroristi. L'attentato è rivendicato dalle "Brigate Rosse" - colonna genovese Francesco Berardi.
- Mario Trapassi (Palermo, 8 dicembre 1950 - Palermo, 29 luglio 1983) Preposto al servizio di tutela, sotto l'abitazione palermitana del giudice istruttore Rocco Chinnici, tenacemente impegnato nella lotta alla criminalità organizzata, è ucciso in un agguato, insieme a Salvatore Bartolotta.
- Emanuele Tuttobene (Valguarnera, (Enna), 21 novembre 1923 - Genova, 25 gennaio 1980) Capo Ufficio O.A.I.O. di Legione Carabinieri, muore in un attentato, per colpi d'arma da fuoco esplosigli contro da un gruppo di terroristi delle Brigate Rosse - colonna Francesco Berardi. Con lui muore Antonino Casu.
- Massimo Urbano (Poggio Imperiale, (Foggia) 26 maggio 1972 - Urago d'Oglio (BS), 7 marzo 2000) Di pattuglia su autoradio, insegue due autovetture rubate, una delle quali va a finire contro un autoarticolato, coinvolgendo nel sinistro l'autovettura militare e un'altra autoradio, chiamata a supporto. Nel terribile impatto riporta gravissime lesioni, a seguito delle quali muore.
- Vittorio Vaccarella (Ponte, Benevento, 5 gennaio 1930 - Gavi Ligure (Alessandria), 19 ottobre 1970) Attaccato da malviventi, ne affronta uno, riuscendo ad immobilizzarlo. Colpito a morte dagli altri banditi.
- Antonio Varisco (Zara, 29 marzo 1927 - Roma, 13 luglio 1979) Comandante del Reparto Carabinieri Servizi Magistratura. Ucciso da colpi d'arma da fuoco, in un agguato tesogli da un gruppo di terroristi. La colonna romana Antonio Savasta si assumerà la responsabilità dell'omicidio.
- Francesco Paolo Vicari (Palermo, 3 maggio 1925 - Grottolella (Avellino), 17 luglio 1975) Nel corso di un'operazione notturna, per la cattura di un folle che, armato di fucile da caccia, si aggira nell'abitato sparando all'impazzata, cerca di sorprenderlo, ma viene raggiunto da colpi di arma da fuoco.
- Salvatore Vinci (Bidonì (Oristano), 12 marzo 1952 - S. Giacomo Vercellese (Vercelli), 28 gennaio 1989) Addetto al Nucleo Operativo di Gruppo, nel corso delle ricerche di tre malfattori che hanno rapinato un furgone postale, procedeva, insieme a un altro carabiniere, al controllo degli occupanti di due autovetture, dai quali viene improvvisamente fatto segno di fuoco.
- Ruggero Volpi (Mulazzo (Massa Carrara), 27 novembre 1947 - Genova, 12 ottobre 1977) Capo scorta di un automezzo, adibito a trasporto di detenuti, è aggredito, insieme a un altro carabiniere e all'autista civile che restano feriti, da parte di malviventi intenzionati a far fuggire il malfattore trasportato. Muore dopo pochi giorni, per le ferite.
- Silvio Mirarchi (Catanzaro, 5 maggio 1963 – Palermo, 1º giugno 2016) maresciallo capo vicecomandante della stazione carabinieri del distaccamento di Ciavolo della compagnia territoriale di Marsala, caduto a Marsala (TP) in seguito a sparatoria durante un appostamento in area rurale in una serra adibita a coltivazione illecita di cannabis.
- Ezio Lucarelli[3] (Cori, 2 luglio 1945 – Milano, 26 novembre 1980) brigadiere in forza al Nucleo Operativo di Monza (MI). Ucciso da esponenti del gruppo di estrema destra denominato Nuclei Armati Rivoluzionari mentre, insieme ad altri appartenenti dell’Arma dei Carabinieri, stava compiendo una perquisizione presso una carrozzeria sospettata di commercio illecito di autovetture contraffatte.